# 國松豊
國松 豊（くにまつ ゆたか、1880年11月10日 - 1964年12月31日）は、日本の経営学者。第2代名古屋高等商業学校（現名古屋大学）校長。初代愛知学院大学商学部長。

## 人物・経歴
愛媛県北宇和郡高近村高田（現・宇和島市）生まれ。1905年東京高等商業学校（現一橋大学）本科卒業。小樽高等商業学校（現小樽商科大学）教授就任後、1913年から3年間イギリス及びアメリカ合衆国に留学。1916年帰国。1918年小樽高等商業学校図書館主幹。1921年名古屋高等商業学校（現名古屋大学）教授。1935年名古屋高等商業学校校長。1946年名古屋工業経営専門学校（現名古屋大学）名誉教授。愛知学院大学商学部設立に参画し、1953年初代愛知学院大学商学部長・教授。愛知学院大学名城公園キャンパスには「國松豊先生像」が置かれている。

## 著書
- 『擬營内國商業實踐教科書』寶文館 1910年
- 『工業 能率 研究』愛知県工場会 1923年
- 『科学的管理法に就て』神奈川県能率研究会 1924 年
- 『最新商業要項』（深見義一と共著）東京宝文館 1925年
- 『科学的管理法綱要 : 能率増進の原理及応用』巌松堂書店 1926年
- 『工場経営論』千倉書房 1935年
- 『新訂工場経営論』千倉書房 1938年
- 『工場経営の常識』千倉書房 1941年
- 『国松ゆたか句集 : 喜壽花鳥』国松豊先生喜寿記念祝賀会 1956年